# ويلارد ستيوارت باول
ويلارد ستيوارت باول (بالإنجليزية: Willard Stewart Paul)‏ هو ضابط أمريكي، ولد في 28 فبراير 1894 في ورسستر في الولايات المتحدة، وتوفي في 21 مارس 1966 في Walter Reed Army Medical Center ‏ في الولايات المتحدة.